# ريال نورويست كابيتكسابا
نادي ريال نورويست كابيتكسابا لكرة القدم (بالبرتغالية: Real Noroeste Capixaba Futebol Clube‏) ، هو نادي كرة قدم برازيلي، أسس سنة 2008 م.

## وصلات خارجية
لم يتم العثور على روابط لمواقع التواصل الاجتماعي.